# بلدية لوس كابوس
مدينة لوس كابوس في المكسيك بلدية لوس كابوس، الواقعة في أقصى جنوب شبه جزيرة باخا كاليفورنيا في المكسيك، تُعتبر واحدة من الوجهات السياحية الأكثر شعبية في البلاد. تشمل هذه المنطقة مدينتي لوس كابوس وسان خوسيه ديل كابو، وتتميز بجمالها الطبيعي الفريد وإطلالاتها الرائعة على المحيط الهادئ وبحر كورتيس.
تعد لوس كابوس وجهة سياحية بارزة، حيث يعتمد اقتصادها بشكل رئيسي على السياحة. تُعرف المدينة بشواطئها الرائعة، والمنتجعات الفاخرة، وملعب الجولف العالمي. يُعتبر قوس لوس كابوس، الذي هو تشكيل صخري مميز، من المعالم السياحية الأكثر شهرة في المنطقة، ويجذب الزوار بمشاهدته المدهشة التي تلتقي فيها المياه الزرقاء مع الصخور الهائلة.
الأنشطة في لوس كابوس متنوعة وتناسب جميع الأذواق. يمكن للزوار الاستمتاع بالسباحة، والغوص، وصيد الأسماك، وركوب الأمواج، بالإضافة إلى التزلج على الماء. تقدم المدينة أيضًا تجربة فريدة من نوعها في المأكولات البحرية، مع مجموعة واسعة من المطاعم التي تقدم أطباقًا محلية وعالمية.
على الرغم من الزيادة الكبيرة في عدد الزوار، تسعى بلدية لوس كابوس إلى الحفاظ على توازن بين النمو والتطوير والحفاظ على بيئتها الطبيعية. تشمل جهود التنمية تحسين البنية التحتية، وتطوير الفنادق، وتعزيز وسائل النقل لضمان تجربة مريحة وآمنة للزوار.
بفضل شواطئها الخلابة، وأنشطتها المتنوعة، وضيافتها الدافئة، توفر بلدية لوس كابوس تجربة سياحية استوائية لا تُنسى، تجمع بين الاسترخاء والمغامرة في واحدة من أكثر الوجهات جذبًا في المكسيك.

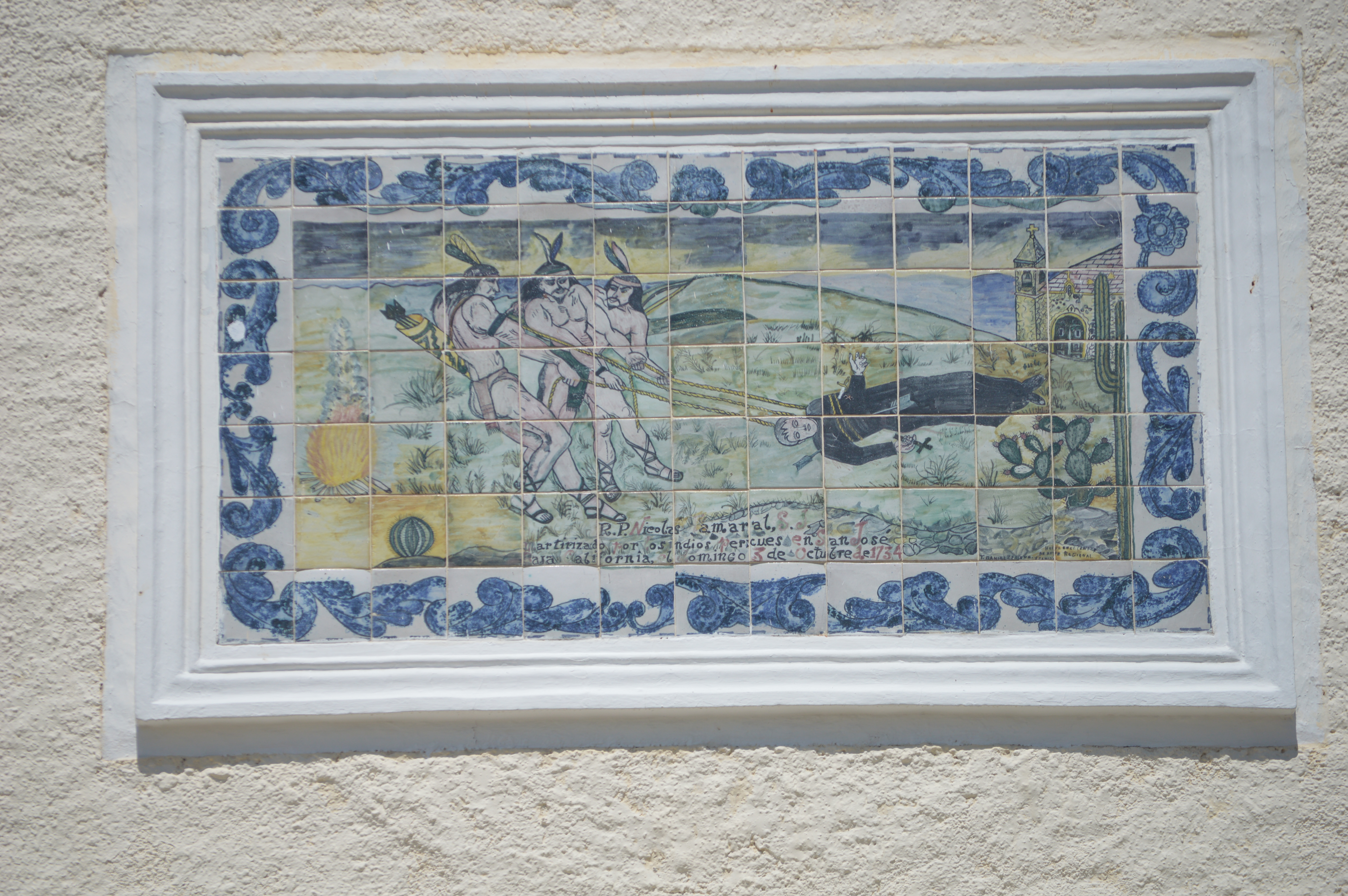
جدارية للمدينة قديما

## روابط خارجية
- Ayuntamiento de Los Cabos Official municipal government website.